# شب وحشت (فیلم ۲۰۱۱)
شب وحشت (به انگلیسی: Fright Night) یک فیلم کمدی ترسناک محصول سال ۲۰۱۱ آمریکا به کارگردانی کریگ گیلسپی و تولید شده توسط مایکل دلوکا و آلیسون روزنتسوایگ است. در واقع این فیلم بازسازی‌ای از شب وحشت تام هلند است. فیلمنامه این فیلم توسط مارتی نکسون اقتباس شده‌است. داستان دربارهٔ یک پسر نوجوان که در می‌یابد که همسایه خود یک خون‌آشام است؛ که جنگ میان این دو به اوج می‌رسد. این فیلم به عنوان فیلم برتر از طرف O2 انگلستان انتخاب شد. توسط دریم‌ورکس و ریلاینس اینترتینمنت، و در آمریکا توسط تاچستون پیکچرز در تاریخ ۱۹ اوت ۲۰۱۱ در Real D 3D منتشر شد.
این فیلم بازسازی فیلمی با نام شب وحشت محصول ۱۹۸۵ است.

## خلاصه داستان
چارلی بروستر یک نوجوان ساکن در حومهٔ شهر لاس وگاس ایالت نوادا است. او درمی‌یابد که همسایه‌ای جدید که به نزدیک خانه‌شان نقل مکان کرده، یک خون‌آشام است. بهترین دوست قدیمی چارلی، ادوارد، دریافته‌است که بسیاری از دوستان دانش‌آموزشان گم شده‌اند؛ از جمله دیگر دوست قدیمی‌شان، آدام جانسون. یک روز پس از بازگشت چارلی از مدرسه، مادر او (جین) او را به همسایهٔ جدیدشان جری معرفی می‌کند…